# Metopolophium tenerum
Metopolophium tenerum är en insektsart som beskrevs av Hille Ris Lambers 1947. Metopolophium tenerum ingår i släktet Metopolophium och familjen långrörsbladlöss. Enligt den finländska rödlistan är arten otillräckligt studerad i Finland. Arten är reproducerande i Sverige. Artens livsmiljö är åsmoskogar. Inga underarter finns listade i Catalogue of Life.